# Trikont
Trikont ist eine von der politischen Linken verwendete Bezeichnung für die Länder der drei Kontinente Afrika, Asien und Lateinamerika. Es wird oft als Synonym für Entwicklungsländer verwendet.
In diesem Kontext werden die Kontinente auch als „unterentwickelt gehalten“ bezeichnet. Ebenso wird darauf verwiesen, dass damit versucht werde, die „diskriminierenden“ Begriffe Entwicklungsländer oder 3. Welt zu vermeiden.